# Földeák
Földeák es un pueblo húngaro perteneciente al distrito de Makó, condado de Csongrád-Csanád.

## Superficie
Cuenta con una superficie de 36,37 km².

## Demografía
Hasta 2024 la población era de 2899 habitantes, con una densidad de población de 79,70 hab/km².
| Gráfica de evolución demográfica de Földeák entre 2020 y 2024 |
|                                                               |
| Datos según la Oficina Central de Estadística de Hungría.     |